# Bureau d'Enquêtes sur les Événements de Mer
El Bureau d'Enquêtes sur les Événements de Mer (Oficina de Investigación de Accidentes Marítimos, BEAmer) es una agencia de Francia. Creada en diciembre de 1997, BEAmer investiga acontecimientos del mar.
Tiene su sede administrativa en el edificio Arco de la Défense Sud en el distrito La Défense y en la comuna Puteaux, Hauts-de-Seine, en la área metropolitana de París.

## Gobierno
Tenía su sede en la Tour Voltaire, y la Tour Pascal B, en La Défense y en Puteaux. Anteriormente tenía su sede en el V Distrito de París.